# 奥格姆杜爾·克里斯丁森
奥格姆杜爾·克里斯丁森（1989年6月19日—）是一位冰島足球運動員。在場上的位置是守門員。他於2015年開始效力瑞典足球超級聯賽球隊哈馬比足球俱樂部。他也代表冰島國家足球隊參賽。